# Santa María (Itagüí)
Santa María, es un barrio de Itagüí, en Colombia. En el barrio se encuentra el Centro Nacional de Confección y Moda, el parque Las Chimeneas y la Central Mayorista de Antioquia. Su principal cualidad son sus zonas verdes y la pacífica convivencia de sus habitantes, que en su mayoría son empleados de las principales empresas Itagüiseñas y estudiantes.
Está ubicado en la comuna 4 y cuenta con una población de 23.068 habitantes. Tiene vías de acceso que conectan con el Centro de Itagüí y con el Municipio de Medellín. 